# 喀拉丘
喀拉丘（意指「黑色的山丘」）是烏茲別克南部城市帖爾米茲周圍的一處考古遺址，包含數座佛塔與洞窟，其中出土了許多佛像、壁畫等文物。

## 歷史
喀拉丘的建立年代可追溯至公元1世紀，在3世紀與4世紀貴霜王朝時期繁盛，5世紀時陷入衰退，可能是貴霜-薩珊王國入侵所致。9世紀與10世紀的伊斯蘭教蘇菲派修士可能曾在此處修道。喀拉丘現位於烏茲別克的軍事管制區中，鄰近阿富汗－烏茲別克邊界。
1937年蘇聯科學院民族學研究所的團隊首次對喀拉丘進行考古挖掘，1964年至1996年由B. Ya. 斯塔维斯基（B. Ya. Stavisky）領導的考古團隊多次發表喀拉丘建築與藝術的研究報告，1994年起有日本與烏茲別克學者共同組成的團隊參與研究。有學者認為喀拉丘的古稱可能為Khadevakavihara，意為「國王的修道院」，為1世紀的貴霜國王威瑪·塔克圖下令建造。

## 遺址
喀拉丘距另一考古遺址法雅茲丘僅有數百公尺距離，遺址由三個土丘組成，包括室外建物與超過25個洞窟，佔地約7公頃，屬犍陀羅式建築，其中具穹頂的洞穴可能啟發了中國新疆的克孜爾千佛洞（特別是其中有「海馬窟」之稱的第118窟）。
相較法雅茲丘具一主要的大型佛塔，喀拉丘包含數個較小的佛塔，遺址可分為南、西與北三部分，南側有數個洞窟與僧侶的房間（部分房間牆壁的灰泥上有彩繪），西側除洞窟與僧侶房間外還有一座佛塔與一個廣場，北側則有數座佛塔與一個大型廣場，西側與北側的廣場皆有希臘式的列柱環繞。

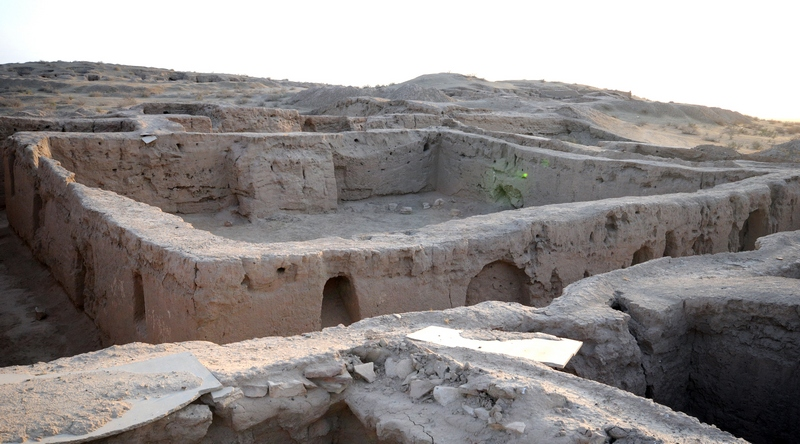
北廣場
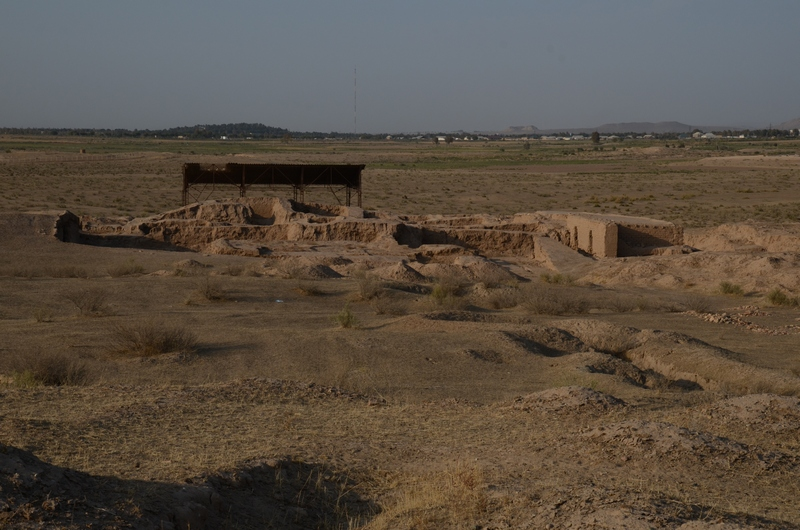
遺址北面觀
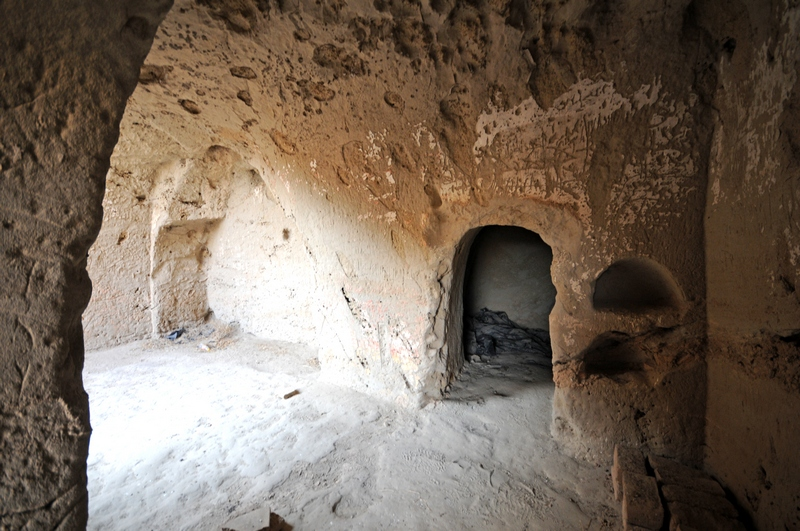
洞穴內部

### 文物
喀拉丘遺址中有許多佛龕，其中置有陶製或金製的佛像，有些佛像四周帶有圓形光環，為貴霜時期以後在中亞與東亞出現的佛教藝術元素。遺址中也發現了婆羅米文的刻字與波斯神話中女神阿纳希塔的圖案。

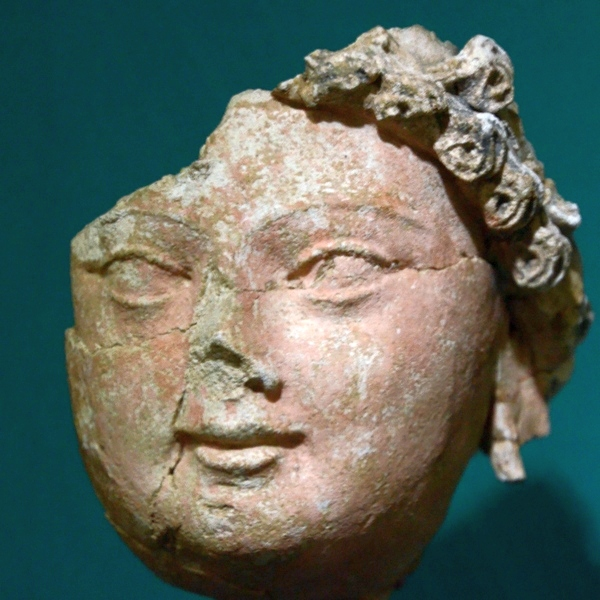
陶製佛像
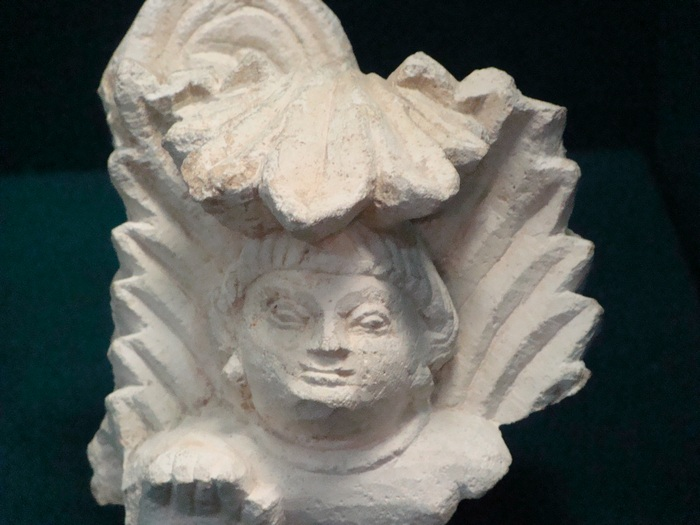
佛像浮雕
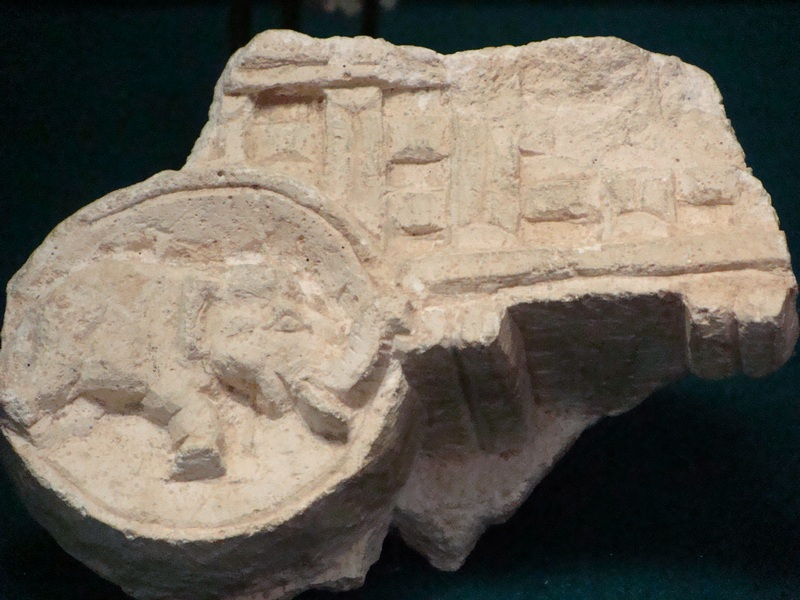
大象圖案的壁飾
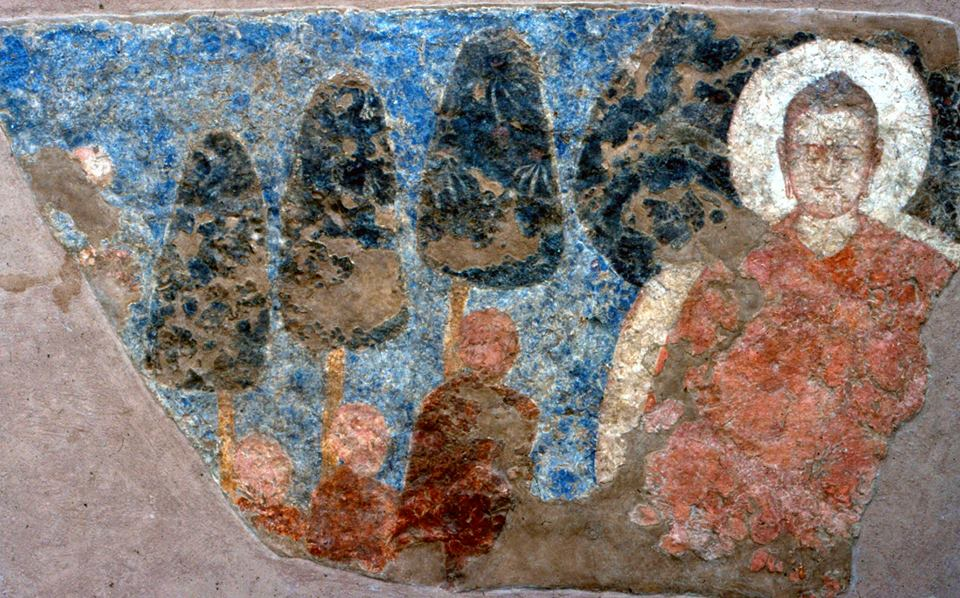
壁畫
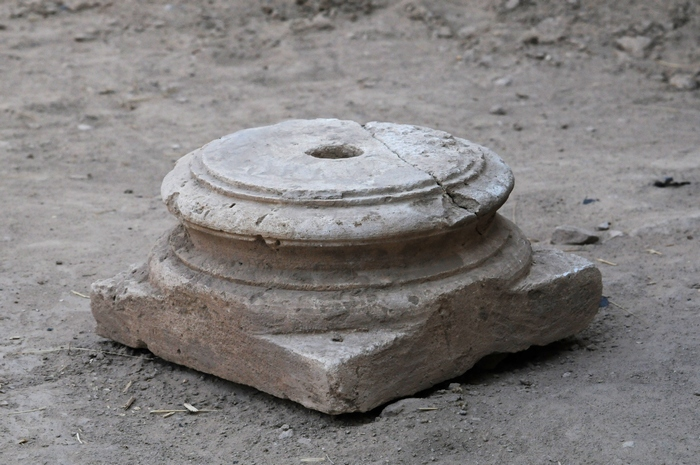
希臘風格的柱基